# خالد علي عبد الله صالح
خالد علي عبد الله صالح (و. العقد 1980  م) هو جندي، ودبلوماسي، ومستثمر، من اليمن، ويحمل رتبة عسكرية ملازم.

## القيادات
تولى قيادة:
- اللواء الثالث مشاة جبلي (27 سبتمبر 2010–2012).

| مناصب عسكرية | مناصب عسكرية                                       | مناصب عسكرية |
| ------------ | -------------------------------------------------- | ------------ |
| سبقه         | قائد اللواء الثالث مشاة جبلي 27 سبتمبر 2010 - 2012 | تبعه         |